# Musée militaire de Lisbonne
Le Musée militaire de Lisbonne est un musée de l'armée portugaise située à Lisbonne, au Portugal, en face de la gare de Santa Apolónia.
Le Musée militaire de Lisbonne est le plus grand musée militaire du Portugal et l'un des plus anciens de la ville de Lisbonne, possédant un vaste et précieux patrimoine muséal.
Le Musée militaire de Lisbonne est classé bien d'intérêt public depuis 1963.

## Histoire
Il a commencé à être organisé en 1842, dans " l'Arsenal de l'Armée Royale " par le Baron de Monte Pedral, dans le but de garder et de conserver le matériel de guerre. Le musée contient une grande exposition d'armes, d'uniformes et de documents militaires historiques.
Sous le règne de D. Maria II, par décret royal du 10 décembre 1851, le bâtiment fut rebaptisé Musée de l'Artillerie, nom qu'il conservera jusqu'en 1926, date à laquelle il prit son nom actuel.
A la fin du XIXe siècle et au début du XXe siècle, son premier directeur, le général José Eduardo Castelbranco, pour soutenir l'exposition des pièces, a fait décorer de nouvelles salles avec des œuvres de nos meilleurs artistes de l'époque.
Le bâtiment du musée a été classé par décret en 1963 comme bien d'intérêt public.
Depuis 1998, le Musée dispose d'un espace dans les Caves pour la tenue d'expositions temporaires et autres manifestations culturelles.

## Collections
La collection de pièces d'artillerie en bronze est considérée comme l'une des plus complètes au monde, et dont les pièces sont de précieux documents historiques, tant pour leurs inscriptions et symboles héraldiques, que pour l'ornementation dans le style de l'époque des fonderies respectives.
La collection d'azulejos se compose de vingt-six panneaux des XVIIIe, XIXe et début du XXe siècles, représentant les événements les plus marquants de l'histoire nationale entre 1139 et 1918. Ils ont été créés par les artistes José Estêvão Cancela, Vítor Pereira, Gustavo Bordalo Pinheiro et Leopoldo Batistini.
Le Musée militaire de Lisbonne possède une importante collection de peintures des noms les plus acclamés de la peinture portugaise de la fin du XIXe et du début du XXe siècle, tels qu'Adriano Sousa Lopes, Columbano Bordalo Pinheiro, José Malhoa, Carlos Reis, Veloso Salgado, entre autres.
A noter également la collection de sculptures réalisées par Delfim Maya, Rafael Bordalo Pinheiro et José Núncio.
Les collections du musée comptent environ 26 000 pièces et sont présentées dans 33 espaces d'exposition.
Lors de la visite, la salle Vasco da Gama se distingue par une collection de vieux canons et de peintures murales modernes représentant la découverte de la route maritime vers l'Inde. Au premier étage se trouvent les salles dédiées à la Première Guerre mondiale. D'autres salles décrivent l'évolution des armes au Portugal, des lames de silex aux lances et fusils. Le Patio dos Cannons raconte l'histoire du Portugal en 26 panneaux d'azulejos, de la Reconquête chrétienne à la Première Guerre mondiale. Il y a aussi une salle avec des pièces miniatures; et la salle des plâtres, où sont rassemblés divers moules pour la statuaire de personnages importants du Portugal, à savoir le moule de la statue de D. José I, situé sur la Praça do Comercio.
Dans la partie la plus ancienne du musée, la section d'artillerie portugaise, est exposée la voiture utilisée pour transporter les colonnes de l'Arc de la Rua Augusta, à Lisbonne.